# Põhja-Malusi

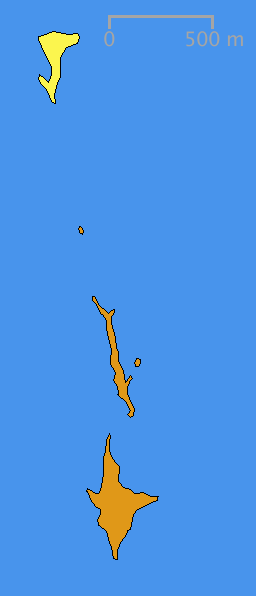
Põhja-Malusi v rámci skupiny ostrovů Malusi

Põhja-Malusi (Severní Malusi) neboli Väike-Malusi (Malé Malusi) je jeden z estonských ostrovů v Baltském moři.
Põhja-Malusi se nachází na severním otevřeném okraji Kolžského zálivu, přibližně v polovině mezi Jumindským poloostrovem a ostrovem Rammu. Zeměpisné souřadnice středu ostrova jsou 59° 37' 13" severní šířky a 25° 19' 12" východní délky.
Ostrov má rozlohu 3,12 ha a dosahuje nadmořské výšky 3,5 m.

## Geografie
Põhja-Malusi je druhým největším a zároveň nejsevernějším ostrůvkem skupiny ostrůvků Malusid, k němuž patří ještě Vahekari a Lõuna-Malusi, vzdálené přibližně 1,5 km a 2 km na jih.
Ostrov má široký severní okraj, z něhož na jih vybíhá rozdvojená špice. Východní pobřeží je spíše jednolité, západní pobřeží členité. Výběžky ostrova ani jimi vytyčené zálivy nemají ustálené pojmenování.
Povrch ostrova je plochý, převážně písčitý, místy štěrkovitý, částečně porostlý travou. Je rozryt mnoha krátery po dělostřeleckých granátech — ostrov před první světovou válkou sloužil za cvičný dělostřelecký cíl ruskému námořnictvu.

## Příroda
Ostrov je útočištěm mnoha druhů vodních ptáků a několika druhů tuleňů. Je součástí přírodní rezervace Kolžský záliv.